# Żelazna (powiat skierniewicki)
Żelazna – wieś w Polsce położona w województwie łódzkim, w powiecie skierniewickim, w gminie Skierniewice.
Wieś szlachecka położona była w drugiej połowie XVI wieku w powiecie rawskim ziemi rawskiej województwa rawskiego. 
Do końca XIX wieku Żelazna była własnością rodziny Łuszczewskich herbu Korczak, fundatorów miejscowego kościoła i kaplicy grobowej na miejscowym cmentarzu, a następnie Mazarakich herbu Newlin. Ostatnim właścicielem majątku był Aleksander Mazaraki junior (1887–1986), ostatni prezes Towarzystwa Kredytowego Ziemskiego.
Na miejscowym cmentarzu została pochowana polska pisarka – Maria Rodziewiczówna. 11 listopada 1948 r. zwłoki Marii Rodziewiczówny przeniesiono do Alei Zasłużonych na warszawskich Powązkach.
Do najważniejszych obiektów należą:
- klasycystyczny kościół z XVIII wieku
- dwór Mazarakich z końca XIX wieku
- cmentarz z kaplicą Łuszczewskich z XIX wieku, oraz grobami okolicznych ziemian: Mazarakich i Strakaczów
- budynek dawnej krochmalni z XIX wieku (wzniesionej przez Aleksandra Mazaraki seniora)
- figura Matki Boskiej na wyspie na jeziorze w parku dworskim, wystawiona dla upamiętnienia powstania styczniowego.

We dworze Łuszczewskich ma swoją siedzibę Dyrekcja Zakładu Doświadczalnego SGGW, który jest również właścicielem większości okolicznych pól oraz zabudowań dawnej krochmalni.
W latach 1975–1998 miejscowość należała administracyjnie do województwa skierniewickiego.

## Zabytki
Według rejestru zabytków Narodowego Instytutu Dziedzictwa na listę zabytków wpisane są obiekty:
- zespół kościoła parafialnego pw. Wszystkich Świętych, XVIII w., XIX w.:
  - kościół, nr rej.: 534-XII-19 z 29.04.1950 oraz 289 z 29.12.1967
  - dzwonnica, nr rej.: 534-XII-19 z 29.04.1950 oraz 919 z 29.12.1967
  - cmentarz kościelny, nr rej.: 918 z 21.12.1992
- cmentarz rzymskokatolicki, XIX w., nr rej.: 879 A z 10.04.1992
- zespół dworski, XIX/XX w.:
  - dwór, nr rej.: 596 z 28.07.1983
  - park, nr rej.: 530 z 5.05.1980